# War (album)
War – trzeci studyjny album irlandzkiego rockowego zespołu U2 wydany 28 lutego 1983. Jest to pierwszy album zespołu dotykający w części aspekt polityczny przez piosenki „Sunday Bloody Sunday” oraz „New Year’s Day”. Płyta jest pierwszym wydawnictwem zespołu, na którym Bono gra na gitarze. W utworze „40” to The Edge gra na basie, a Adam Clayton – na gitarze. W utworze „Seconds” The Edge zadebiutował jako wokalista prowadzący, a Bono – jako wokalista drugoplanowy. W chórkach do utworów „Drowning Man”, „Red Light” i „Surrender” pojawia się zespół The Coconuts.
War stał się komercyjnym sukcesem zespołu, wyprzedzając album Thriller, którego autorem jest Michael Jackson, dzięki temu znalazł się na szczycie listy najlepszych albumów w UK. W 2003 album został sklasyfikowany na 221. miejscu listy 500 albumów wszech czasów magazynu Rolling Stone.

## Lista utworów
1. „Sunday Bloody Sunday” – 4:40
2. „Seconds” – 3:10
3. „New Year’s Day” – 5:35
4. „Like a Song...” – 4:46
5. „Drowning Man” – 4:14
6. „The Refugee” – 3:40
7. „Two Hearts Beat as One” – 4:03
8. „Red Light” – 3:46
9. „Surrender” – 5:34
10. „40” – 2:35

## Twórcy

### U2
- Bono – wokale główne, wokal drugoplanowy w utworze „Seconds”, gitara
- The Edge – gitara, pedal steel guitar, pianino, gitara hawajska i chórki; bas w "40" i wokal główny w utworze „Seconds”
- Adam Clayton – bas; gitara w "40"
- Larry Mullen Jr. – perkusja

### Pozostali muzycy
- Kenny Fradley – trąbka w "Red Light"
- Steve Wickham – skrzypce elektryczne w "Sunday Bloody Sunday"
- The Coconuts (Cheryl Poirier, Adriana Kaegi, Taryn Hagey i Jessica Felton) – chórki w "Like a Song...", "Red Light" i "Surrender"